# Козьи Угоны
Козьи Угоны — деревня в Льговском районе Курской области России. Входит в состав Большеугонского сельсовета.

## География
Деревня находится на реке Сейм, в 46 км от российско-украинской границы, в 58 км к юго-западу от Курска, в 8 км к юго-востоку от районного центра — города Льгов, в 2 км от центра сельсовета — села Большие Угоны.
Климат
Козьи Угоны, как и весь район, расположены в поясе умеренно континентального климата с тёплым летом и относительно тёплой зимой (Dfb в классификации Кёппена).
| Показатель                                                                      | Янв. | Фев. | Март | Апр. | Май  | Июнь | Июль | Авг. | Сен. | Окт. | Нояб. | Дек. | Год  |
| ------------------------------------------------------------------------------- | ---- | ---- | ---- | ---- | ---- | ---- | ---- | ---- | ---- | ---- | ----- | ---- | ---- |
| Средний суточный максимум, °C                                                   | −3,9 | −2,8 | 3,1  | 13,2 | 19,5 | 22,8 | 25,3 | 24,6 | 18,3 | 10,7 | 3,6   | −1   | 11,1 |
| Средняя температура, °C                                                         | −5,9 | −5,4 | −0,5 | 8,4  | 14,8 | 18,4 | 21   | 20   | 14,1 | 7,4  | 1,3   | −2,9 | 7,6  |
| Средний суточный минимум, °C                                                    | −8,4 | −8,5 | −4,7 | 2,9  | 9,2  | 13,1 | 15,9 | 14,9 | 9,8  | 4    | −1    | −5,1 | 3,5  |
| Норма осадков, мм                                                               | 51   | 44   | 48   | 50   | 63   | 70   | 74   | 54   | 57   | 57   | 47    | 49   | 664  |
| Источник: Погода по месяцам c ru.climate-data.org(дата обращения: Октябрь 2021) |      |      |      |      |      |      |      |      |      |      |       |      |      |

Часовой пояс
Деревня Козьи Угоны, как и вся Курская область, находится в часовой зоне МСК (московское время). Смещение применяемого времени относительно UTC составляет +3:00.

## Население
| 2002 | 2010 |
| ---- | ---- |
| 85   | ↘65  |

## Инфраструктура
Личное подсобное хозяйство. В деревне 62 дома.

## Транспорт
Козьи Угоны находится в 1,5 км от автодороги регионального значения 38К-017 (Курск — Льгов — Рыльск — граница с Украиной) как часть европейского маршрута E38, на автодорогe межмуниципального значения 38Н-359 (38К-017 – Малые Угоны – Погореловка), в 2 км от ближайшего ж/д остановочного пункта 408 км (линия Льгов I — Курск).
В 135 км от аэропорта имени В. Г. Шухова (недалеко от Белгорода).